# Sint-Odulphuskerk (Bost)

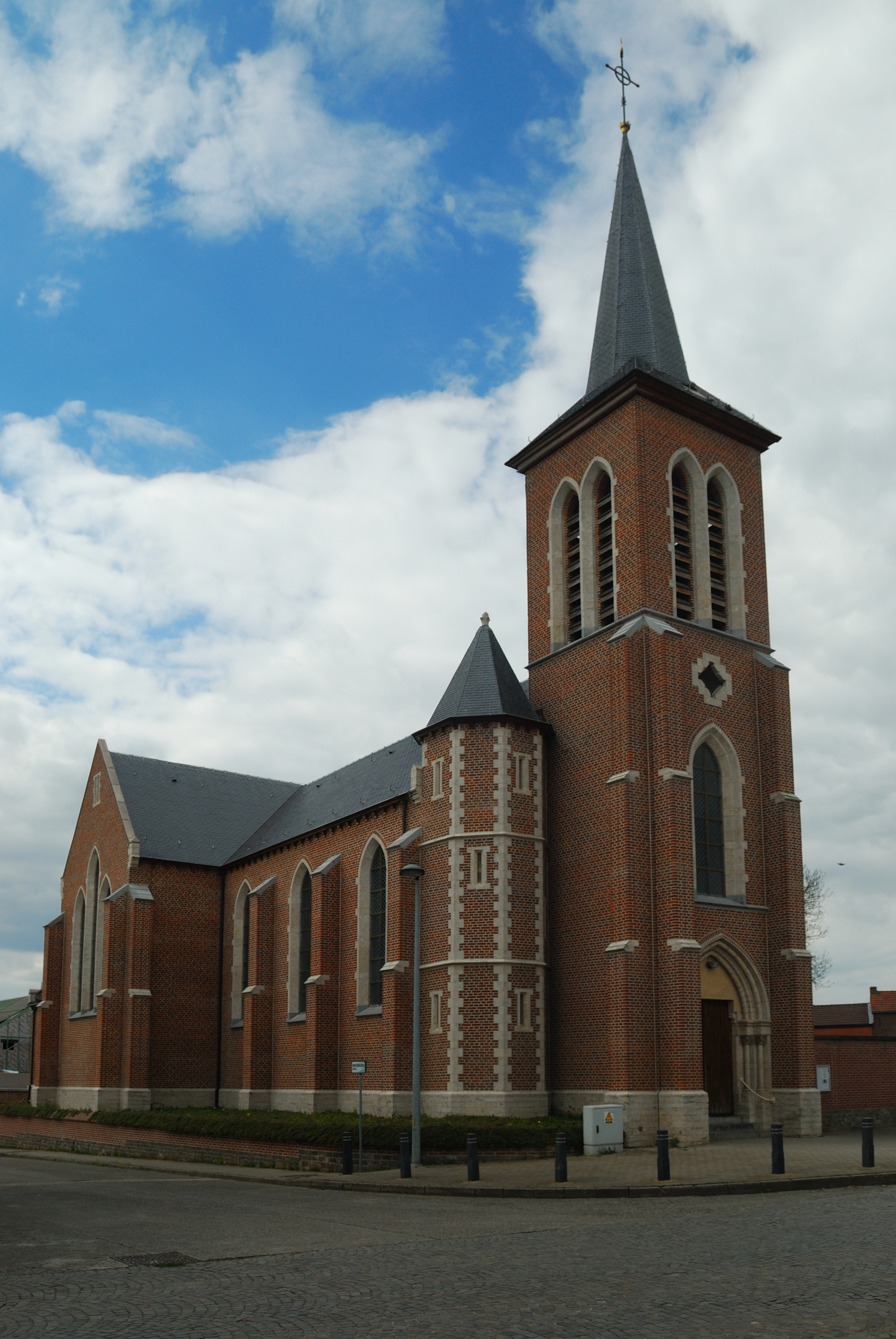
Sint-Odulphuskerk

De Sint-Odulphuskerk is de parochiekerk van de tot de Vlaams-Brabantse gemeente Tienen behorende plaats Bost, gelegen aan de Potstraat.
Het betreft een door Alexander Van Arenbergh ontworpen kerkgebouw in neogotische stijl uit 1870. Voordien stond hier een romaans kerkje. Het huidige bouwwerk stamt uit 1870 en betreft een bakstenen kruiskerk met voorgebouwde toren.
Er is een 18e-eeuws beeld van Sint-Odulphus en een 16e-eeuws Sint-Barbarabeeld in renaissancestijl.